# Torre Torre
A Torre Torre (spanyol nevének jelentése: „torony torony”) egy különleges sziklaképződmény-együttes a perui Huancayo mellett. Az agyagos földből az esővíz és a szél által okozott erózió tündérkéményeket koptatott ki, némelyik akár a 30 méteres magasságot is elérheti.
A helyszín Huancayo közvetlen közelében, a várostól keleti irányban található a La Libertad hegy magasabb részén, gyalogosan is könnyen megközelíthető helyen. Bár nem ismerik túl sokan, azért így is ezernyi turista látogatja havonta, valamint a városban lakó szerelmespárok számára is gyakran szolgál romantikus találkozóhelyként. Vannak olyanok is, akik szerint a hely istenek lakóhelye, és olyanok is, akik gondjukat-bajukat bekiáltják a sziklák közé, és a visszhangtól várnak rá választ.